# Stade du 5-Janvier d'Adana
Le Stade 5 Ocak est un stade de football ouvert en 1938 dans le centre-ville d'Adana. Il possédait alors 60 travées et une capacité de 9 600 personnes. Son nom, 5 Ocak (5 janvier), commémore la date du traité d'Ankara, par lequel Adana est devenue définitivement turque le 5 janvier 1922.
Il a pris sa forme actuelle après les rénovations de 1975 et 1988, qui ont porté sa capacité à 22 159 places, aujourd'hui réduite à 14 085 sièges.
Le stade 5 Ocak est devenu trop petit pour la ville, et un nouveau stade est construit en 2014 en dehors du centre-ville par la compagnie TOKI. Le nouveau complexe sportif inauguré en février 2021 a une capacité de 33 543 places.

## Histoire
Le stade est une propriété de la Direction Générale de la Jeunesse et des Sports. Sa surface est de 37 315 m².
Il a été construit en 1938 avec un terrain de football et une piste d’athlétisme, 2 000 sièges couverts et 7 600 sièges non-couvert. Le terrain est une pelouse naturelle.
En 1975 une tribune de 700 sièges et en 1988 une tribune de 5 000 sièges ont été rajoutées et il a atteint une capacité de 21 600.
Le stade possède aussi 18 magasins de 52 m2 et un salon de 65 m2 pour tout usage. Il a un système d'éclairage pour les matchs joués la nuit.
Avec le dernier renouvellement, toutes les places debout ont été supprimées, et il ne reste plus que des places assises, ce qui réduit sa capacité à 14 085 places.
Avec la mise en service du nouveau stade, le stade du 5 janvier est démoli en juillet 2021.